# Semiothisa quadrifasciata
Semiothisa quadrifasciata är en fjärilsart som beskrevs av Taylor 1906. Semiothisa quadrifasciata ingår i släktet Semiothisa och familjen mätare. Inga underarter finns listade i Catalogue of Life.